# IC 1337
IC 1337 — галактика типу Sb (компактна витягнута галактика) у сузір'ї Козоріг.
Цей об'єкт міститься в оригінальній редакції індексного каталогу.